# Ethiopisch-Orthodoxe Tewahedo Kerk
De Ethiopisch-Orthodoxe Tewahedo Kerk (Ge'ez: የኢትዮጵያ ኦርቶዶክስ ተዋሕዶ ቤተ ክርስትያን,Yäityop'ya ortodoks täwahedo bétäkrestyan) is een oriëntaals-orthodoxe kerk. Tot 1959 maakte ze deel uit van de Koptisch-Orthodoxe Kerk.
"Tewahedo" is Ge'ez voor "een wezen dat een eenheid vormt". Het woord is afgeleid van het Arabische woord en begrip tawhid en verwijst naar het miafysitisme, de christologie van de oriëntaals-orthodoxe kerken. Dit betekent dat de Ethiopisch-Orthodoxe Tewahedo Kerk, net zoals de Eritrees-Orthodoxe Tewahedo Kerk en vele andere christelijke kerken, de tweenaturenleer van Jezus aanhangt. Deze leer houdt in dat Jezus zowel volledig goddelijk als volledig menselijk is en dat deze beide naturen ongescheiden en onvermengd zijn.
In Afrika is de Ethiopisch-Orthodoxe Tewahedo Kerk de enige kerkelijke gemeenschap ten zuiden van de Sahara die dateert van vóór de Europese kolonisatie. Volgens de overlevering zou ze zelfs zijn voortgekomen uit de in Handelingen 8:27-38 beschreven bekering van een kamerheer uit Ethiopië (de kamerling uit Morenland) door toedoen van de evangelist Filippus. In ieder geval is de Ethiopisch-Orthodoxe Tewahedo Kerk sinds de 4e eeuw een staatskerk.
Wereldwijd heeft de Ethiopisch-Orthodoxe Tewahedo Kerk ongeveer 36 miljoen leden. Daarmee is ze de grootste van de oriëntaals-orthodoxe kerken. 
De liturgie die gevolgd wordt is de Alexandrijnse liturgie. Net zoals in de Eritrees-Orthodoxe Kerk is het Ge'ez de liturgische taal.